# Cintrey
Cintrey är en kommun i departementet Haute-Saône i regionen Bourgogne-Franche-Comté i östra Frankrike. Kommunen ligger i kantonen Vitrey-sur-Mance som tillhör arrondissementet Vesoul. År 2022 hade Cintrey 97 invånare.

## Befolkningsutveckling
Antalet invånare i kommunen Cintrey
| Referens: INSEE |